# Bolitophila edwardsiana
Bolitophila edwardsiana är en tvåvingeart som beskrevs av Stackelberg 1969. Bolitophila edwardsiana ingår i släktet Bolitophila och familjen smalbensmyggor. Arten är reproducerande i Sverige. Inga underarter finns listade i Catalogue of Life.